# Legge Pécresse
Nel diritto francese, la legge sulle libertà e le responsabilità delle università, (nota anche come legge LRU o legge Pécresse, inizialmente intitolata legge sull'organizzazione della nuova università e comunemente chiamata legge sull'autonomia universitaria (nome non ufficiale), è la legge n. 2007-1199 del 10 agosto 2007 adottata durante il Governo Fillon II.
La norma fu annunciata alla fine di maggio 2007 e redatta il mese successivo da Valérie Pécresse (da cui prende nome), allora Ministro dell'istruzione superiore e della ricerca, dopo essersi consultata con le parti sociali e le organizzazioni rappresentative degli studenti. Pécresse difese il testo davanti al Parlamento nei mesi di luglio e agosto 2007. Esso fu criticato dalla maggior parte delle organizzazioni studentesche e dai sindacati degli insegnanti-ricercatori, mentre fu sostenuto dalla Conferenza dei presidenti delle università e da alcune associazioni studentesche.
Le principali disposizioni della legge LRU prevedevano che, entro il 1° gennaio 2013, tutte le università avessero autonomia sui propri bilanci (articolo 50) e sulla gestione delle risorse umane, e che avessero facoltà di divenire proprietarie dei propri beni immobili. La legge fa parte di una serie di misure volte a riqualificare alcune università francesi (come il Piano Campus).

## Elaborazione della legge

### Obbiettivi
Per l'esecutivo francese, la legge perseguiva tre obiettivi: "rendere le università attraenti", "superare la paralisi dell'attuale governance" e "rendere la ricerca universitaria visibile su scala internazionale". Il primo di questi obiettivi era legato al tasso di insuccesso del primo ciclo, al numero di studenti che escono senza qualifiche e al tempo necessario per trovare un lavoro dopo la laurea; il secondo al ruolo di mediazione precedentemente assegnato ai presidenti delle università; il terzo alle posizioni delle istituzioni francesi nelle classifiche internazionali, come quella controversa di Shanghai. Più in generale, gli obiettivi del governo per le università erano esposti in dettaglio nella dichiarazione di missione inviata a Valérie Pécresse dal Presidente della Repubblica.

### Fase di concertazione
La consultazione sul progetto di legge sulle libertà universitarie si aprì il 23 maggio 2007. Dopo una serie di incontri bilaterali, Valérie Pécresse istituì tre gruppi di lavoro sull'autonomia universitaria:
- il primo esaminò la questione della governance universitaria;
- il secondo si occupò della portata dell'autonomia universitaria;
- il terzo era responsabile delle modalità di accompagnamento della riforma.

Complessivamente, ci sono furono di 60 ore di discussione con i rappresentanti della comunità universitaria.
Un progetto preliminare di testo fu presentato a tutti i partner della consultazione il 19 giugno. Il consiglio nazionale dell'insegnamento superiore e della ricerca (Cneser) respinse la prima versione del testo, che prevedeva l'autonomia facoltativa delle università, l'accesso selettivo ai master e la riduzione a 20 del numero dei membri del Consiglio di amministrazione. Un nuovo testo fu presentato ai partner della concertazione il 27 giugno. Questi tre punti furono ritirati (per quanto riguarda la selezione per il Master) o modificati (l'autonomia divenne obbligatoria, anziché facoltativa, e al Consiglio d'amministrazione furono assegnati tra i 20 e i 30 membri, scelti dalle università).

### Calendario d'esame del testo
- 3 luglio 2007: Valérie Pécresse si presenta al Consiglio economico e sociale;
- 4 luglio 2007: presentazione del disegno di legge al Consiglio dei Ministri;
- 5 luglio 2007: Valérie Pécresse si presenta alla Commissione cultura, famiglia e affari sociali del Senato per discutere il disegno di legge;
- 10 luglio 2007: esame del disegno di legge da parte della Commissione affari culturali del Senato;
- 11-13 luglio 2007: il testo del disegno di legge viene adottato in prima lettura dal Senato. Una modifica apportata dai senatori riguarda l'elezione dei presidenti delle università[5].;
- 17-18 luglio 2007: il progetto di legge viene esaminato dalla Commissione per gli affari culturali, familiari e sociali dell'Assemblea nazionale (relatore: Benoist Apparu, UMP, Marne);
- 23-25 luglio 2007: l'Assemblea nazionale esamina il progetto di legge in seduta pubblica;
- 1º agosto 2007: esame del testo da parte della Commissione mista paritaria e adozione da parte di entrambe le assemblee;
- 10 agosto 2007: promulgazione della legge;
- 11 agosto 2007: pubblicazione della legge nel Journal Officiel.

## Contenuto della legge
La nuova legge conferiva alle università una nuova organizzazione entro un anno e nuovi poteri entro un massimo di cinque anni. Modificava anche il sistema di governance degli atenei (i ruoli dei consigli centrali e del presidente dell'università) e introduceva un sistema di pre-immatricolazione, oltre ad ulteriori misure.

### La governance
La legge introduce una nuova sezione nel Codice dell'educazione intitolata Governance e modifica le norme che regolano l'organizzazione delle università. Le università erano tenute ad adottare nuovi statuti in linea con i principi della legge nei mesi successivi alla sua promulgazione e ad attuarli entro un anno.

#### Consiglio d'amministrazione (CA)
Il numero dei membri del Consiglio di amministrazione fu ridotto da un intervallo di 30/60 ad uno compreso tra i 20 e i 30.
La composizione del Consiglio di amministrazione subì una serie di variazioni: veniva ad avere un numero maggiore di membri esterni, tra cui rappresentanti delle autorità locali (in particolare della regione), del mondo socio-economico e un direttore dell'azienda. Tuttavia, non comprendeva più necessariamente i rappresentanti dei sindacati dei lavoratori, delle associazioni scientifiche e culturali, degli enti dell'economia sociale e dei principali servizi pubblici. La comunità universitaria ne usciva meno rappresentata in questo consiglio. La percentuale minima di studenti e personale IATOS era diminuita (rispettivamente dal 20% al 10% e dal 10% al 6,7%)
| | prima della legge LRU | dopo la legge LRU                |
| nome dei membri                                                                                          | da 30 a 60            | da 20 a 30                       |
| studenti e persone in formazione continua                                                                | dal 20 al 25 %        | da 3 a 5 (dal 10,7 % al 22,7 %)  |
| Personale ingegneristico, amministrativo, tecnico, sanitario e sociale e personale di biblioteca (IATOS) | dal 10 al 15 %        | 2 o 3 (dal 6,9 % al 14,3 %)      |
| insegnanti ricercatori e assimilati                                                                      | dal 40 al 45 %        | da 8 a 14 (dal 33,3 % al 53,8 %) |
| personale esterno                                                                                        | dal 20 al 30 %        | 7 o 8 (dal 24,1 % al 38,1 %)     |
| --- | --------------------- | -------------------------------- |

Per i rappresentanti degli insegnanti-ricercatori, dei docenti e dei ricercatori cambia la modalità di elezione del Consiglio d'amministrazione: pur rimanendo un sistema di lista a turno unico con rappresentanza proporzionale, viene introdotto un premio di maggioranza (la metà dei seggi da assegnare viene attribuita alla lista di maggioranza, mentre il resto viene distribuito sulla base della rappresentanza proporzionale). Per l'elezione dei rappresentanti del personale non è più consentito il voto disgiunto. Infine, le liste delle varie categorie di personale docente-ricercatore, docente e ricercatore possono essere raggruppate attorno a un "progetto istituzionale".
I poteri del Consiglio di amministrazione furono ampliati. In particolare, aveva facoltà di creare direttamente unità di formazione e ricerca, definire i principi generali per la distribuzione degli obblighi di servizio del personale e proporre la nomina del personale dopo aver ricevuto il parere del comitato di selezione. A ciò si accompagnava una riduzione dei poteri del Consiglio consultivo scientifico e del Consiglio degli studi e della vita universitaria, il cui ruolo non era più quello di proporre linee guida da far adottare al Consiglio superiore (rispettivamente sulla politica scientifica e sull'insegnamento), ma semplicemente di essere consultati su di esse. Da allora possono, tuttavia, formulare raccomandazioni.

#### Presidente dell'università
Le condizioni di elezione del presidente dell'università mutano: viene eletto dai membri eletti del Consiglio superiore, a maggioranza assoluta, anziché da tutti e tre i consigli statutari.
Il mandato del Presidente è uguale a quello del Consiglio superiore e degli altri consigli: dura quattro anni e può essere rinnovato una volta, mentre prima durava cinque anni senza possibilità di rinnovo immediato.
Il Presidente presenta al Consiglio di amministrazione una relazione annuale sulle sue attività. Non deve più essere necessariamente un docente-ricercatore, ma può anche essere un ricercatore, un professore o un lettore (maître de conférence), un professore associato o un professore ospite, e titoli assimilati.
Il presidente dell'università ha nuovi poteri:
- può assumere personale a tempo determinato o indeterminato per l'insegnamento, la ricerca, i compiti tecnici o amministrativi, compresi i docenti stranieri, con stipendi interessanti, anche mediante agenti contrattuali[21];
- può anche distribuire al personale bonus basati sul merito[20];
- ha diritto di veto sull'assegnazione del personale e sul reclutamento degli insegnanti.
- assegna premi di risultato al personale[22].

#### Disposizioni diverse
Furono introdotti dei supplenti per i rappresentanti degli studenti nei consigli di amministrazione. Tuttavia, essi possono sedere solo in assenza dei membri effettivi. Nel Consiglio degli studi e della vita universitaria viene eletto uno studente vicepresidente responsabile delle questioni studentesche. Questa pratica era già diffusa e diviene obbligatoria. La legge prevede la formazione e l'informazione dei rappresentanti degli studenti eletti. La rappresentanza degli studenti del terzo ciclo nel comitato scientifico consultivo è passata 7,5%-12,5%17 al 10%-15%.
Le università dispongono ora di un comitato tecnico paritario, istituito con decisione del Consiglio d'amministrazioni, che oltre ai compiti previsti dalla legge n. 84-16 dell'11 gennaio 1984, viene consultato anche sulla politica di gestione delle risorse umane.
Più università possono decidere di fondersi tra loro o di formare una nuova istituzione se i rispettivi consigli di amministrazione approvano la fusione a maggioranza assoluta e se la fusione è approvata per decreto. Più in generale, un'università può cambiare il proprio status giuridico e le proprie strutture se il suo consiglio di amministrazione approva a maggioranza assoluta.

### Reclutamento
Le domande per l'assunzione di personale docente e ricercatore non sono più esaminate da una commissione specializzata, ma da un comitato di selezione.
Le commissioni di specialisti restavano in carica per tre anni, con una maggioranza (60-70%) di membri eletti appartenenti all'istituzione e una minoranza (30-40%) di membri esterni nominati dal capo dell'istituzione, rispettando la parità numerica tra maîtres de conférence e professori universitari. La commissione specialistica aveva il compito di esaminare le qualifiche, il lavoro e le attività dei candidati e, dopo aver ascoltato due relatori nominati dal rispettivo ufficio di presidenza per ciascun candidato, di stilare una lista di candidati ammessi a proseguire il concorso attraverso un'audizione davanti alla commissione. La commissione specialistica selezionava un massimo di cinque candidati per ogni posto messo a concorso e la graduatoria stilata dalla commissione specialistica veniva poi trasmessa al Consiglio di amministrazione. Il Consiglio di amministrazione proponeva al Ministro dell'istruzione superiore o solo il primo candidato classificato dalla commissione specializzata, oppure anche uno o più dei candidati successivi nell'ordine in cui comparivano nella graduatoria.
Per ogni posto scoperto viene istituita una commissione di selezione, nominata dal Consiglio di amministrazione su proposta del Presidente e previo parere del Consiglio scientifico. Almeno la metà dei membri di questi comitati è esterna all'università e solo una "maggioranza" è costituita da specialisti del settore. Il comitato di selezione invia un parere motivato al Consiglio superiore, che propone al Ministro un nome o una lista di nomi in graduatoria. Il presidente dell'università ha il diritto di porre il veto a qualsiasi assunzione, formulando una raccomandazione motivata.
Il personale a contratto può ora essere assunto a tempo indeterminato (e non solo a tempo determinato).

### Competenze budgetarie e di gestione
La legge conferisce alle università una serie di poteri di bilancio e di gestione, suddivisi principalmente in tre sottogruppi.

#### Nuove competenze
Le università possono acquisire nuove responsabilità e competenze (RCE, Responsabilités et Compétences Élargies), su richiesta o automaticamente entro cinque anni. Queste includono poteri di bilancio (autonomia di bilancio) e gestione delle risorse umane (assunzione di personale a contratto e gestione dei bonus da parte del Presidente, assegnazione di obblighi di servizio e creazione di sistemi di incentivazione da parte del Consiglio d'amministrazione).

#### Autonomia budgetaria rinforzata
La legge rafforza l'autonomia di bilancio delle università. L'autonomia finanziaria delle università era stata introdotta dalla legge Faure del 1968 (Titolo V, intitolato "Autonomia finanziaria", artt. 26-29). Finora, tuttavia, le università hanno avuto autonomia di bilancio solo per circa il 25% del loro budget, mentre il 75% delle assegnazioni di fondi era stanziato dallo Stato. Con la legge Pécresse, l'università potrà gestire il 100% del proprio bilancio, in particolare la parte destinata ai salari.

#### Fondi privati
Il budget dell'università può essere finanziato da fondi privati. Alcune università hanno assunto specialisti in fundraising. Alcune hanno creato fondazioni per raccogliere fondi dal settore privato. Non è una novità: l'art. 26 della legge Faure del 1968 prevedeva già questa possibilità: 

#### Creazione delle fondazioni
Da quel momento in poi, l'innovazione della LRU non riguarda tanto il possibile contributo finanziario del settore privato, già previsto dalla legge Faure (1968), quanto piuttosto la defiscalizzazione di queste donazioni. Esistono due tipi di fondazioni: le fondazioni universitarie, che non hanno personalità giuridica, e le fondazioni di partenariato, che hanno personalità giuridica e possono essere costituite in partnership con imprese.
Le donazioni alle fondazioni sono deducibili dall'imposta sul reddito delle persone fisiche con un'aliquota del 66%, fino a un limite del 20% del reddito imponibile, e dall'imposta sulle società con un'aliquota del 60%, fino a un limite del 5 per mille del giro d'affari, analogamente a quanto avviene per le fondazioni d'impresa e le associazioni senza scopo di lucro (secondo la legge del 1º luglio 1901) che siano riconosciute di interesse pubblico. L'Università di Lione I fu la prima a istituire questo sistema, con una fondazione creata nel giugno 2007 a cui Microsoft contribuì con 180.000 euro nel novembre 2007. Per quanto riguarda l'influenza di questo finanziamento sui contenuti dei corsi, Eric Le Marois, direttore dell'istruzione di Microsoft Francia, ha affermato che l'Università di Lione I rimaneva libera di scegliere: 

#### Indennità di transizione
Per sostenere questa transizione, ogni scuola riceverà altri 250 000 euro: 200 000per finanziare la formazione e 50 000 per i premi retributivi del personale coinvolto nel passaggio all'autonomia.

#### Beni immobili
La legge LRU autorizza inoltre lo Stato a trasferire la piena proprietà degli edifici messi a disposizione alle istituzioni che ne fanno richiesta. In questo modo, lo Stato trasferisce gratuitamente la proprietà degli immobili assegnati alle università. Queste potranno affittare tali immobili a terzi con l'accordo dell'autorità amministrativa competente, a condizione che sia garantita la continuità del servizio pubblico. Nel 2011, le uniche università a compiere questo passo sono state Toulouse 1 Capitole, Clermont Ferrand 1 e l'Università di Poitiers.

### Disposizioni diverse

#### Ufficio di aiuto all'inserimento professionale
Il servizio pubblico di insegnamento superiore ha una nuova missione: "orientamento e inserimento professionale". In ogni università è stato inoltre istituito un ufficio per aiutare gli studenti a trovare lavoro, con l'obiettivo di distribuire offerte di tirocini e posti di lavoro, assistere e consigliare gli studenti nella loro ricerca e redigere un rapporto sui tirocini e sull'integrazione professionale degli studenti all'università.

#### Procedure di pre-iscrizione
Le università devono introdurre una procedura di pre-immatricolazione. Nell'ambito di questa pre-immatricolazione obbligatoria, l'università deve sviluppare un sistema di informazione e orientamento per i candidati, in collaborazione con i licei.

#### Reclutamento degli studenti
Il direttore dell'istituto può assumere studenti in formazione iniziale per il tutoraggio o il servizio di biblioteca (cosa che avveniva già in precedenza). Un decreto del 26 dicembre 2007 stabilisce i termini e le condizioni di questo tipo di contratto, che è simile a quello degli altri agenti contrattuali, ma viene stipulato per un massimo di dodici mesi e prevede un orario di lavoro flessibile tra i periodi di insegnamento e le vacanze universitarie.

#### Mediatore nazionale
L'esistenza di un Mediatore nazionale per l'istruzione, ora chiamato Mediatore nazionale per l'istruzione e l'educazione superiore, è sancita dalla legge.

#### Conferenza dei capi di istituti di istruzione superiore
La legge modifica anche le norme che regolano la Conferenza dei capi degli istituti di istruzione superiore, creando una Conferenza dei presidenti delle università (conférence des présidents d'université, CPU) e una Conferenza dei direttori delle scuole di ingegneria francesi (conférence des directeurs des écoles françaises d'ingénieurs, CEDEFI).

#### Comitato di monitoraggio
La legge prevede un "comitato di monitoraggio", la cui composizione è stata stabilita dal decreto n. 2008-72 del 23 gennaio 2008: quattro membri del Parlamento e dodici persone qualificate nominate dal Ministro dell'istruzione superiore. Il comitato può formulare osservazioni o raccomandazioni sull'applicazione della legge e, più in generale, sulle riforme dell'istruzione superiore. Può proporre nuovi sviluppi legislativi. Dopo un parziale rinnovo nel febbraio 2011, i membri qualificati del Comitato di monitoraggio sono: Françoise Bévalot, Laurent Bigorgne, Gilbert Casasus, Jacques Delpla, Gilbert Knaub, François Mazon, Nicole Le Querler, Hugues-Arnault Mayer, Guy-René Perrin, Daniel Renoult, Jean-Marc Schlenker (presidente), Philippe Wisler. I deputati sono Françoise Guégot e Jean-Pierre Soisson; i senatori sono Philippe Adnot e Jean-Léonce Dupont.

## Reazioni alla legge
La legge ha provocato una forte reazione da parte di alcune organizzazioni studentesche e del personale universitario e un movimento di opposizione in molte università e licei.

### Organizzazioni studentesche
- L'UNEF negoziò la legge con il Ministro dell'istruzione superiore e della ricerca e, avendo ottenuto in particolare il ritiro della selezione a livello di Master e il controllo nazionale delle tasse universitarie, all'epoca la giudicò "equilibrata"[44]. Tuttavia, l'UNEF ritenne successivamente che il governo non avesse mantenuto le sue promesse di bilancio e ha denunciato "un bilancio trompe-l'œil"[45] che avrebbe spinto le università a rivolgersi al settore privato. L'UNEF chiese inoltre al governo di "riconsiderare" la composizione dei consigli (e in particolare del Consiglio di amministrazione, dove la rappresentanza studentesca era stata notevolmente ridotta). Alcuni giornalisti ritennero che l'UNEF non volesse farsi scavalcare da organizzazioni più militanti (come SUD Étudiant, la Fédération syndicale étudiante o la CNT Supérieur-Recherche), con il rischio di veder sfuggire ulteriormente il movimento alla sua presa[46];
- la Fage, la seconda associazione studentesca per importanza, rifiutò di unirsi al movimento studentesco per bloccare le università[47]. Tuttavia, espresse il desiderio di vedere un aumento della rappresentanza studentesca nei consigli degli studenti;
- la Confederazione degli studenti ritenne che:

(Mettre en œuvre les mesures annoncées, Le Nouvel Observateur, 9 novembre 2007)
(Le mouvement de grogne s'amplifie, 13 novembre 2007)
- L'UNI aveva sostenuto e continuò a sostenere questa riforma del sistema universitario francese, ritenendo che la legge sull'autonomia universitaria fosse un buon inizio e sperando che il governo sarebbe andato oltre nella "modernizzazione" delle università. L'UNI si rallegrò inoltre del fatto che le linee guida stabilite dal Ministro includessero alcune delle proposte che aveva avanzato nei gruppi di lavoro.
- Per Promotion et défense des étudiants (PDE), questa riforma era necessaria. Il PDE si era impegnato in tal senso fin dal 2003. Alcune delle sue proposte risultavano recepite in questo testo. La governance wera stata riformata e rafforzata per aumentare l'efficienza. La riforma prevedeva che i rappresentanti delle grandi aziende avessero un ruolo maggiore nel processo decisionale dell'università. Per quanto riguarda la vita studentesca, erano state accolte diverse raccomandazioni del PDE: la creazione della carica di vicepresidente degli studenti, la formazione dei membri eletti dei consigli e la creazione di un ufficio di assistenza al collocamento. Tuttavia, l'organizzazione si rammaricò che il testo avesse ridotto la rappresentanza studentesca nel consiglio di amministrazione, non avesse incluso gli studenti nell'esecutivo dell'università né affrontato la questione delle politiche del sito;
- il SUD Étudiant fu uno dei protagonisti della legge LRU pubblicò un opuscolo[50] contro la legge, che considerò pericolosa e un passo verso la privatizzazione delle università. Il sindacato chiese l'abrogazione della legge LRU e l'elaborazione di una nuova legge che rispondesse a quelle che riteneva le aspettative della comunità universitaria (rafforzamento della democrazia, cooperazione anziché competizione tra le istituzioni, modifica del rapporto tra componenti e servizi comuni, ecc.). Presentò quindi una serie di proposte per una riorganizzazione importante dell'istruzione superiore;
- la Federazione dei sindacati studenteschi si è fortemente opposta alla riforma. Già nell'anno accademico 2006-2007, questo sindacato lanciò una campagna contro la "scomparsa programmata dell'istruzione pubblica", denunciando il rapporto Hetzel (rapporto ripreso dalla LRU)[senza fonte]. Inoltre, la federazione iniziò a mobilitare gli studenti nelle università fin dall'apertura dei canali di iscrizione nel luglio 2007, per creare un movimento contro la legge, in particolare attraverso un documento di quattro pagine contenente analisi. Svolse un ruolo attivo nel movimento di sciopero universitario, difendendo l'auto-organizzazione delle lotte studentesche (assemblee generali sovrane, coordinamenti nazionali, ecc.):
- diversi gruppi universitari anarchici e autonomi si sono opposti a questo progetto prima dell'estate 2007 e successivamente ne hanno chiesto l'abrogazione (Caen, Rouen, ecc.).

### Altre organizzazioni dell'istruzione superiore
La Conferenza dei presidenti delle università, che riunisce i presidenti delle università e i direttori di istituti e scuole, dichiarò che la maggioranza dei suoi membri era favorevole alla legge. In un articolo pubblicato dal quotidiano Le Monde, 7 dei 9 presidenti delle università di Parigi ribadirono che la legge rappresentava un "progresso decisivo" e un "nuovo slancio" per gli atenei. Secondo sette presidenti di università:
(Le Monde, 14 novembre 2007)
Jean-Robert Pitte ritenne che la legge fosse "nell'interesse degli studenti". Tuttavia, non tutti erano d'accordo: Pascal Binczak, presidente dell'Università di Parigi-VIII, espresse ripetutamente la sua opposizione alla legge.
A differenza della maggioranza dei presidenti delle università, i sindacati degli insegnanti dell'istruzione superiore e i consigli centrali si opposero in modo schiacciante alla legge. Per Jean Fabbri, segretario generale dello Snesup, il principale sindacato degli insegnanti-ricercatori (MCF e PR):
La lotta del personale assunse nuove forme (votazioni nei CA contro la legge, un gran numero di CNU si oppose alla legge, ecc.)
SUD Éducation, SUD Recherche EPST, CNT Supérieur-Recherche, CNT Fédération des Travailleurs de l'Education e FERC SUP CGT chiesero l'abrogazione della legge LRU.
L'UEC (Union des étudiants communistes) si espresse immediatamente a favore dell'abrogazione di questa legge perché, a suo avviso, si opponeva allo sviluppo di un sistema di istruzione superiore pubblico e democratico che permettesse a tutti di avere successo, mettendo le università al servizio delle esigenze del mercato e indebolendone la democrazia interna. L'UEC inoltre denunciò l'eccessiva specializzazione del terzo anno della laurea triennale, che avrebbe comportato una ridefinizione delle conoscenze insegnate, e manifestò la propria preoccupazione per la possibile secondarizzazione del primo ciclo e l'assenza di un vero e proprio status per i tirocinanti. Infine, l'UEC prese più volte posizione contro la repressione orchestrata nei confronti del movimento studentesco per l'abrogazione della LRU.
L'opposizione alla legge fu oggetto di una petizione, nota come Appel des Cordeliers, secondo la quale, nonostante gli obiettivi dichiarati:
La concentrazione di maggiori poteri nelle mani dei presidenti dell'università, in particolare attraverso gli articoli 15 e 16 che gli consentono di assumere "a tempo determinato o indeterminato agenti contrattuali [...] per svolgere [...] funzioni di insegnamento o di ricerca", o il fatto che il CEVU e il CS diventassero organismi puramente consultivi, erano percepiti come un pericolo: così, secondo il movimento Sauvons la recherche, alcune disposizioni del disegno di legge costituivano un "primo passo verso la restaurazione del mandarinat".
Il 20 novembre 2008, l'Associazione dei direttori degli IUT (ADIUT) lanciò una petizione contro la riforma del loro finanziamento imposta dalla la legge LRU. Il 25 novembre 2008 fu organizzata una giornata di azione nelle 116 IUT francesi, per lottare contro la riforma dell'assegnazione delle risorse alle IUT da parte dello Stato. Secondo la LRU, queste risorse avrebbero dovuto essere trasferite alle università invece di essere assegnate direttamente alle IUT, il che, secondo l'ADIUT, avrebbe potuto portare a gravi disparità tra le diverse IUT in Francia e al soffocamento finanziario di un buon numero di esse.
Anche lo status giuridico dei docenti-ricercatori fu fonte di preoccupazione.

### Altri soggetti interessati
Il mondo imprenditoriale, chiamato a svolgere un ruolo più incisivo dalle fondazioni, rivelò il proprio sostegno alla legge LRU e la propria preoccupazione per gli slogan fortemente anti-imprenditoriali emersi durante alcuni blocchi universitari, mentre Laurence Parisot parlò di "malintesi e luoghi comuni".

### Reazioni politiche
La legge fu sostenuta dall'Union pour un mouvement populaire, dal Nouveau Centre e dal Mouvement démocrate. Il Partito socialista condivise il "principio di autonomia", chiedendo al contempo garanzie finanziarie, mentre il Partito comunista francese e I Verdi domandarono l'abrogazione della legge.
Anche altre organizzazioni di sinistra non rappresentate nell'Assemblea nazionale chiesero l'abrogazione della legge, tra cui la Ligue communiste révolutionnaire e Lotta Operaia.

## Movimento di protesta
Dall'inizio dell'anno accademico, nell'ottobre 2007, si verificarono numerosi scioperi studenteschi in diverse università, spesso accompagnati da picchetti o addirittura da occupazioni. Il primo "blocco" ebbe inizio il 29 ottobre 2007 all'Università di Rouen, mentre in alcune altre furono allestite "barricate filtranti". Alcuni atenei, tra cui Tolbiac (Parigi-I), furono chiusi per decisione amministrativa al fine di impedire agli scioperanti di occupare il campus, ma ciò non fu sufficiente a impedire tale azione a 100-200 studenti. Gli scioperanti furono espulsi nel corso della notte. Il 9 novembre, una quindicina di università erano bloccate a seguito di assemblee generali e una quarantina erano in sciopero. Gli studenti si organizzarono anche in movimenti anti-blocco finalizzati ottenere la riapertura delle università in nome del loro diritto allo studio, mentre alcune organizzazioni parteciparono a una contro-dimostrazione.
A sostegno del movimento si formò un Collettivo studentesco contro l'autonomia universitaria (Collectif étudiant contre l'autonomie des universités, CECAU), composto da sindacati che si dichiaravano combattenti (SUD Étudiant e Fédération syndicale étudiante), dal Mouvement jeunes communistes de France (Movimento dei giovani comunisti di Francia) attraverso l'Union des étudiants communistes (Unione degli studenti comunisti), dalla Ligue communiste révolutionnaire (Lega comunista rivoluzionaria) e dall'Unione degli studenti comunisti e Gioventù comunista rivoluzionaria (Union des étudiants communistes e Jeunesses communistes révolutionnaires). L'UNEF, che aveva negoziato il testo della legge, non si associò direttamente alla CECAU, ma adottò una posizione ambigua, invitando a partecipare ad assemblee generali o manifestazioni per ottenere modifiche legislative. Alcune sezioni locali dell'organizzazione, principalmente membri del TUUD (tendenza minoritaria nell'UNEF), furono comunque pienamente coinvolte nei movimenti di sciopero. Le altre associazioni studentesche, la FAGE, la Confédération étudiante, la Promotion et défense des étudiants e l'UNI, si rifiutarono di partecipare allo sciopero o addirittura indissero manifestazioni contro di esso.
I deputati del gruppo socialista in Assemblea si schierarono contro i blocchi. Secondo l'UNI, che si considera "la destra accademica" (nel proprio slogan), la legge sull'autonomia universitaria era solo un "pretesto" usato dall'estrema sinistra per creare blocchi puramente politici che prendevano gli studenti "in ostaggio". Valérie Pécresse denunciò che si trattava di un conflitto "politico". Alcuni presidenti di università asserirono che il movimento era infiltrato da parte di "gruppi di estrema sinistra". Secondo Jean-Pierre Finance, primo vicepresidente della Confwerenza dei presidenti delle università:
Olivier Audéoud, presidente dell'Università di Nanterre disse:
(La grogne monte dans les universités contre la loi sur l'autonomie, Le Monde, 6 novembre 2007)
Il presidente dell'Università di Rennes II paragonò il blocco a un "comportamento terroristico, conseguenza dell'impotenza delle democrazie di fronte ai regimi totalitari, aggiungendo che "gruppi determinati con mazze da baseball sotto i cappotti" erano presenti per organizzare il blocco, nonostante il 62% degli studenti avesse votato per la ripresa delle lezioni. 
Secondo gli scioperanti, questa percentuale del 62% era viziata da irregolarità, ma l'UNEF la riconobbe come valida. Le organizzazioni prese di mira dagli attacchi del presidente contestarono con forza la sua opinione sullo stato delle cose. Il presidente dell'università fece rispettare la decisione del voto facendo espellere gli studenti in sciopero nella notte del 15 novembre da 300 agenti di polizia. Allo stesso tempo, altre università che avevano organizzato votazioni segrete non impedirono al movimento di diffondersi, come accade a Lilla3, dove il blocco vinse una votazione a scrutinio segreto, o a Le Havre. Anche gli istituti in cui la maggioranza dei voti era a favore del blocco furono evacuati dai gendarmi mobili e dal CRS.
Il 27 novembre 2007, Valérie Pécresse incontrò le organizzazioni studentesche rappresentative e annunciò un aumento del 50% del budget universitario in 5 anni (da 10 a 15 miliardi di euro), la creazione di un sesto livello di borse di studio e l'introduzione di una circolare da inviare ai presidenti delle università per chiarire che l'orientamento attivo non avrebbe dovuto trasformarsi in selezione all'ingresso dell'università. Il Ministro avvisò anche della creazione di un gruppo di lavoro per garantire che i titoli di laurea fossero definiti a livello nazionale e che le condizioni d'esame fossero armonizzate "dall'alto verso il basso". Queste ultime misure rappresentarono una modifica della riforma Licence-Master-Doctorat (LMD), che aveva dato alle università una maggiore autonomia in termini di insegnamento. Sulla base di queste garanzie e dopo aver consultato i suoi membri, l'UNEF chiese la "rimozione dei blocchi".
Alla fine di dicembre, il movimento di protesta si era fermato.
All'inizio del 2009, un movimento avviato dagli insegnanti-ricercatori contestò nuovamente la legge LRU e in particolare la modifica del decreto che definiva il loro status giuridico, che ne era una diretta conseguenza. Furono criticati anche le risorse assegnate alle università. Al movimento si unirono i sindacati degli insegnanti, degli studenti, la CPU e persino una federazione di associazioni solitamente assente dalle mobilitazioni, la FAGE.

## Applicazione e accompagnamento della riforma

### Passaggio progressivo all'autonomia allargata
Alle 85 università francesi e ad altri istituti simili fu a concessa una maggiore autonomia a ondate successive. 
Il 1º gennaio 2009 le prime 20 ottennero nuovi poteri (in particolare, di bilancio). Esse beneficiarono di una sovvenzione eccezionale di 250.000 euro.
Il 1º gennaio 2009, a diciotto università furono estesi i poteri sui loro bilanci e sulla gestione delle risorse umane (otto di esse avevano richiesto la gestione del proprio patrimonio immobiliare). Queste ultime iniziarono ad emettere 35.000 buste paga in modo indipendente.
Il 1º gennaio 2010 ottennero la proroga anche le due Écoles Normales Supérieures de Lyon (ENSLyon), l'Université de Technologie de Belfort-Montbéliard, l'Université de Technologie de Compiègne e altri diciannove atenei.
Al 1º gennaio 2011, il 90% delle università aveva optato per la gestione autonoma. Nel 2012 le ottantatré università francesi passarono alle competenze estese, avendo facoltà di assumersi la responsabilità del proprio patrimonio immobiliare.
La legge LRU è stata regolarmente presentata come uno dei successi del mandato di Nicolas Sarkozy. Ad esempio, un rapporto del Senato affermò che essa rese "più attraenti" le cariche amministrative universitarie, portando all'assunzione di rinomati professori stranieri, come il premio Nobel per la fisica George Smoot a Parigi-VII. Il rapporto rilevò inoltre che non vi era stato "alcuno slittamento di rilievo" 86 nella spesa per le retribuzione da parte degli atenei che erano diventate autonomi.

### Corsi di formazione di accompagnamento alla riforma
L'IAE Gustave Eiffel (Institut d'administration des entreprises, annesso a Paris-12) istituì un master di secondo livello in "Sviluppo e gestione delle università", inaugurato nel settembre 2009, i cui sbocchi erano "tutte le funzioni di supporto svolte dai dirigenti degli istituti di istruzione superiore (...), in particolare quelle legate alla riforma LRU".
Anche l'École supérieure de l'éducation nationale e l'Agence de mutualisation des universités et des établissements aprirono corsi di formazione per sostenere i dirigenti universitari chiamati a esercitare nuove competenze.

## Modifiche successive
Nel 2013 la legge sull'istruzione superiore e la ricerca (legge Fioraso) rivide una serie di aspetti della governance universitaria, in particolare la composizione del Consiglio d'amministrazione. Il Consiglio scientifico e il Consiglio per gli studi e la vita studentesca furono trasformati rispettivamente in una Commissione per la ricerca e in una Commissione per la formazione. La loro unione andò a formare Consiglio accademico.

## Bilancio
Nel 2012 un rapporto dell'Ispettorato generale dell'amministrazione nazionale dell'istruzione e della ricerca (IGAENR) sottolineò che la legge sulla LRU aveva "peggiorato significativamente" gli squilibri nella rappresentanza degli studenti nel CNESER tra le varie università.
Nel 2017 Philippe Gillet, che era stato capo di gabinetto di Valérie Pécresse, ritenne che la legge non si fosse spinta abbastanza avanti. Inoltre, alcune disposizioni non erano state recepite dalle università. A suo avviso, il deterioramento della situazione finanziaria delle istituzioni avvenuto dopo l'approvazione della legge era legato a una cattiva gestione da parte loro.
Danielle Tartakowsky, presidente dell'Università Paris 8 dal 2012 al 2016, ritenne che le università avessero chiesto l'autonomia da sempre, ma che questa avrebbe dovuto essere accompagnata da risorse aggiuntive da parte dello Stato, visto l'aumento del numero di studenti. La legge LRU ha contribuì a un'evoluzione verso un trattamento differenziato delle istituzioni. L'UFR, che era stata la base predominante per lo sviluppo delle strategie di insegnamento e ricerca fin dalla legge Faure, era stata sostituita dalle istituzioni.